# Claudio García
Claudio Omar García (Buenos Aires, 24 agosto 1963) è un allenatore di calcio ed ex calciatore argentino, di ruolo attaccante.

## Carriera

### Club
Debutta nel 1981 con l'Huracán, militandovi per cinque anni, fino alla retrocessione del club in seconda divisione. Nel 1986 passa al Vélez Sársfield, dove in due anni segna 19 reti; nel 1988 si trasferisce in Europa, ai francesi del Lione. Nel 1991 torna in Argentina, con la maglia del Racing Club di Avellaneda. Dopo aver giocato in varie società argentine, si ritira nel 2001 nel Real Jaén, squadra spagnola.

### Nazionale
Con la nazionale di calcio argentina ha giocato 13 partite, vincendo due Copa América consecutive, Cile 1991 e Ecuador 1993.

### Allenatore
Dopo il suo ritiro ha allenato due società minori argentine, il Defensores Unidos e l'Independiente Rivadavia.

## Palmarès

### Nazionale
- Coppa America: 2

Cile 1991, Ecuador 1993
- Confederations Cup: 1

1992